# Merindad de Cuesta-Urria
Merindad de Cuesta-Urria é um município da Espanha na província de Burgos, comunidade autónoma de Castela e Leão, de área 121,975 km² com população de 471 habitantes (2007) e densidade populacional de 4,10 hab/km².

## Demografia
| Variação demográfica do município entre 1991 e 2004 | Variação demográfica do município entre 1991 e 2004 | Variação demográfica do município entre 1991 e 2004 | Variação demográfica do município entre 1991 e 2004 |
| --------------------------------------------------- | --------------------------------------------------- | --------------------------------------------------- | --------------------------------------------------- |
| 1991                                                | 1996                                                | 2001                                                | 2004                                                |
| 602                                                 | 524                                                 | 513                                                 | 500                                                 |